# Serra de Llurri
La Serra de Llurri és una serra situada al municipi de Lladorre a la comarca del Pallars Sobirà, amb una elevació màxima de 2.339 metres.